# Titus Mocanu
Titus Mocanu (n. 1 noiembrie 1923, Brăila, d. 26 aprilie 2004, Köln, Germania) a fost un estetician român.
A studiat filosofia la Universitatea din Cluj (și pe când era în refugiu la Sibiu), unde a fost membru al cercului literar organizat de studenții lui Lucian Blaga.
După luarea licenței în 1947 a fost asistent la Facultatea de Filosofie și Drept (1947-1948), dar a fost înlăturat din învățământul superior când a avut loc reforma învățământului din 1948. După aceea a lucrat ca cercetător la Institutul de Istorie și Filosofie al Academiei (filiala Cluj) (1948-1952). După ce a fost timp de 2 ani așa-numit „director de studii” la o școală medie tehnică din Cluj (unde a predat și matematica, pe care o studiase în paralel cu filosofia la facultate), s-a mutat la București unde a predat la o școală tehnică (1954-1959). Între 1960-1962 a fost profesor de matematică și fizică la o școală elementară de 7 clase dintr-o comună din județul Prahova. După 1964 a revenit în învățământul superior, mai întâi la Institutul Politehnic din București, unde a predat istoria științelor, apoi la Institutul de Arhitectură „Ion Mincu” din București, unde a ajuns în cele din urmă titular al catedrei de estetică.
Și-a luat doctoratul la Universitatea din Cluj în anul 1969 cu lucrarea „Despre sublim”, lucrare care a fost publicată în 1970.
A fost membru al Uniunii Artiștilor Plastici din România, unde a fost secretarul secției de critică.
A colaborat la Viața românească, Steaua, Revista de filosofie, Contemporanul, Arta, Forum etc.
În 1979 a emigrat în RFG, la doi ani după ce soția, Elisabeth Axmann, rămăsese acolo. Acolo a lucrat ca cercetător științific la Academia de Artă din Düsseldorf și a colaborat la The Southwestern Journal of Philosophy (de ex. eseul „The Striving for Totality'”, 1980) și la emisiuni ale postului de radio Europa Liberă.

## Scrieri
- Stăpânii, roman, 1964
- Despre sublim, 1970
- Morfologia artei moderne, 1973